# Économie de Bahreïn
L'économie de Bahreïn est bien notée par les agences de notation financière : début 2007, Fitch et S&P la notent à A, et Moody's à Baa1.
Le pays a adhéré à la Banque mondiale en 1972, et appartient à l'OMC depuis sa création.

## Secteur primaire
Bahreïn produit 200 000 barils de pétrole par jour dont les trois quarts off-shore, ressource qui constitue 70 % des revenus du royaume.
L'Arabie saoudite lui confie le raffinage d'une portion du pétrole qu'elle extrait. La raffinerie de Sitra peut en effet produire 265 000 barils par jour, alors que seuls 40 000 barils par jour sont extraits du champ bahreïni d'Awali.

## Secteur secondaire
L'industrie du textile est en baisse en raison de la montée fulgurante de la Chine dans ce domaine.
L'industrie du bâtiment est en augmentation constante. On redoute d'ailleurs une bulle immobilière, à l'image de ce qui se produit à Qatar et, dans une moindre mesure, à Dubaï.
Projet de construction pour 2005 : BWTC (Bahrain World Trade Centre).

## Secteur tertiaire

### Le secteur financier de Bahreïn
L’archipel abrite une multitude de banques islamiques (24 banques islamiques début 2007, représentant des actifs de plus de 10 Mds USD) et des centres commerciaux regorgeant de produits faiblement taxés ou introuvables chez ses voisins, car le régime actuel du pays est beaucoup plus respectueux des libertés économiques (Bahreïn est 18e au classement 2015 Heritage Foundation, alors que son voisin saoudien n'est que 77e).
On compte début 2007 pas moins de 390 institutions financières (19 banques commerciales, 69 "wholesale banks", 36 bureaux représentatifs), attirées notamment par le cadre offshore (qui constitue 85 % de la balance consolidée du secteur). Le secteur financier représente aujourd'hui 27 % du PIB du pays, les actifs gérés par les banques en place atteignent 187 Mds USD, soit plus de 14 fois le PIB du pays. En 2006 55 institutions financières ont fait une demande de licence, 44 ont été accordées.
L'essor de Bahreïn est arrivé avec la guerre du Liban en 1975. Les banques implantées à Beyrouth, centre financier de l'époque, ont fui le pays, et le roi de Bahreïn a alors proposé aux diverses institutions de s'implanter. À cette occasion Bahreïn s'est doté d'un statut offshore. Après le 11/09/2001 les investisseurs arabes ont rapatrié leurs fonds des États-Unis, de peur de les voir confisqués. Bahreïn a alors connu un nouvel élan.
À la différence de Dubaï, la place financière de Bahreïn possède une image de transparence. En première ligne dans la lutte contre le blanchiment d'argent (le pays héberge le siège de la MENAFATF), il s'est doté en septembre 2006 d'une nouvelle banque centrale, la CBB (remplaçant la BMA, Bahrain Monetary Agency, en place depuis 1974).
La CBB est notée, début 2007, A/Stable/A-1 par S&P. Elle a pour but de développer et de réguler le marché. Elle est dirigée par un gouverneur qui a un rang de ministre (actuellement M. Rasheed Mohammed Al Maraj). Elle cherche à se doter d'une dimension internationale, en signant notamment des MoU avec la Jordanie, l'Égypte et le Maroc.
Le marché de l'emploi dans le secteur financier est un problème très particulier. Alors que le taux de chômage global atteint près de 15 %, le secteur financier est en constante demande de jeunes diplômés qualifiés. La pénurie de talents entraîne ainsi une explosion des salaires, renforcée par les ponts d'or proposés par l'Arabie saoudite et les Émirats arabes unis pour inciter les jeunes Bahreïnis à s'expatrier.
Le 2 mai 2007 a été inaugurée la phase 1 du Bahrain Financial Harbour (BFH, fin du projet prévue mi-2009), censé regrouper les institutions financières en une même place. Il est un échec relatif, puisqu'à son inauguration le taux de remplissage de la phase 1 n'était que de 75 %, et le gouvernement s'est vu contraint de faire appel à des entreprises d'autres secteurs pour remplir les bureaux. Cet échec s'explique par le fait que les grandes banques en place dans le pays ont déjà leur propre immeuble, et ne voient donc pas l'intérêt de déménager dans une zone qui est connue pour être difficilement accessible (problèmes d'embouteillages et de stationnement).

### Autres activités de services
Bahreïn était, jusqu'au milieu du XXe siècle, le principal producteur de perles naturelles : aujourd'hui encore il propose des sorties en mer aux touristes afin d'en trouver. Il est un des rares pays du Golfe à fournir des visas touristiques et à organiser des manifestations internationales d'ordre culturel ou sportif. Le circuit de Sakhir, construit en 2003 au sud du pays, accueille le Grand Prix de Bahreïn de Formule 1 depuis avril 2004.